# Pierre Vial (acteur)
Pour les articles homonymes, voir Vial et Pierre Vial (homonymie).
Pierre Vial, né le 5 mars 1928, est un acteur, metteur en scène français sociétaire honoraire de la Comédie-Française.

## Biographie

### Enfance
Apprenti comédien, il est bouleversé le jour où il découvre au début des années cinquante Bertolt Brecht et la comédienne Helene Weigel venus jouer avec la troupe du Berliner Ensemble au Théâtre des Nations.
Revenu de la Guerre d’Algérie, où il a été instituteur il se forme au théâtre.

### Carrière
Il a dirigé la Comédie de Saint-Étienne de 1970 à 1975.
Il accompagne Antoine Vitez durant plus de quinze années de carrière, du Théâtre des Quartiers d’Ivry, en passant par le Théâtre national de Chaillot, jusqu’à la Comédie-Française.
Il entre à la Comédie-Française le 27 mars 1989, en devient sociétaire le 1er janvier 2005 (* 512e sociétaire) et sociétaire honoraire le 1er janvier 2010.
Engagé par Antoine Vitez, il joue tout d’abord dans Lorenzaccio d’Alfred de Musset, mis en scène par Georges Lavaudant, puis collabore avec Jean-Pierre Vincent, Andreï Konchalovsky, Giorgio Strehler ou Philippe Clévenot.
Il incarne, aux côtés de Roland Bertin, le rôle de Priuli dans la dernière mise en scène d’Antoine Vitez, La Vie de Galilée de Bertolt Brecht, dans la scénographie crépusculaire de Yannis Kokkos. En 1992, il joue successivement dans Antigone de Sophocle, mis en scène par Otomar Krejča, puis La Serva amorosa de Carlo Goldoni, dirigé par Jacques Lassalle. Il interprète Théramène dans Phèdre de Racine, mis en scène par Anne Delbée, dans Le Révizor de Gogol, mis en scène par Jean-Louis Benoît, Le Privilège des chemins, conçu et mis en scène par Éric Génovèse ou encore dans La Maison des morts de Philippe Minyana, une création dirigée par Robert Cantarella. Il joue les rôles de Gorgibus dans Les Précieuses ridicules de Molière, au Théâtre du Vieux-Colombier, dans une mise en scène de Dan Jemmett, M. Perrichon, dans Le Voyage de Monsieur Perrichon d’Eugène Labiche, mis en scène par Julie Brochen.
Hors de la Comédie-Française, Pierre Vial mène une carrière de professeur, notamment au Conservatoire national d’art dramatique, de 1975 à 1993, mais aussi au Théâtre national de Chaillot depuis 1998.
Au théâtre, il joue notamment pour Jean-Pierre Vincent, Andreï Konchalovsky, Giorgio Strehler ou Philippe Clévenot.
Dès 1998, il prend part au projet de l’ARIA (association des rencontres internationales artistiques) fondée par le comédien Robin Renucci en Corse, à travers différentes mises en scène, interprétations ou lectures.
Au cinéma il collabore notamment aux côtés de Bernard Revon pour son film Les Turlupins, Georges Wilson pour son film La Vouivre ou encore dans la comédie populaire de Jean-Marie Poiré, Les Visiteurs.

## Théâtre

### Comédie-Française
- Amour pour amour de William Congreve, mise en scène André Steiger : Foresight
- Lorenzaccio d'Alfred de Musset, mise en scène Georges Lavaudant : Philippe Strozzi
- Comme il vous plaira de William Shakespeare, mise en scène Lluís Pasqual (es) : Pierre Detouche et William
- La Vie de Galilée de Bertolt Brecht, mise en scène Antoine Vitez : Priuli
- La Mère coupable de Beaumarchais, mise en scène Jean-Pierre Vincent : M. Fal
- Le Mariage de Figaro de Beaumarchais, mise en scène Antoine Vitez : Bazile et Brid'oison
- 1991 : La Nuit de l'iguane de Tennessee Williams, mise en scène Brigitte Jaques, Comédie-Française au Théâtre des Quartiers d'Ivry : Nonno
- 1992 : La Nuit de l'iguane de Tennessee Williams, mise en scène Brigitte Jaques, Théâtre des Célestins, tournée : Nonno
- Le Barbier de Séville de Beaumarchais, mise en scène Jean-Luc Boutté
- Maître Agapito, La Serva amorosa de Carlo Goldoni, mise en scène Jacques Lassalle : le Notaire
- 1992 : Antigone de Sophocle, mise en scène Otomar Krejča, Salle Richelieu : le Chœur
- La Comtesse d'Escarbagnas de Molière, mise en scène Jacques Lassalle : Monsieur Thibaudier
- 1993 : Le Faiseur de Honoré de Balzac, mise en scène Jean-Paul Roussillon, Salle Richelieu : Violette
- Caligula d'Albert Camus, mise en scène Youssef Chahine : Lepidus
- Hamlet de William Shakespeare, mise en scène Georges Lavaudant : Valtemand et Osric
- Naïves Hirondelles de Roland Dubillard
- 1995 : Phèdre de Racine, mise en scène Anne Delbée : Théramène
- Le Misanthrope de Molière, mise en scène Simon Eine : un garde
- 1995 : Mille francs de récompense de Victor Hugo, mise en scène Jean-Paul Roussillon : Scabeau
- 1998 : Mère Courage et ses enfants de Bertolt Brecht, mise en scène Jorge Lavelli, Salle Richelieu : le vieux colonel
- Rodogune de Corneille, mise en scène Jacques Rosner : Timagène
- Le Revizor de Nikolaï Gogol, mise en scène Jean-Louis Benoît : Ammos Fiodorovitch Liapkine-Tiapkine
- Giordano Bruno, Salon Littéraire, Studio-Théâtre
- Trois Acteurs, un drame... de Michel de Ghelderode, mise en scène Vincent Boussard, Studio-Théâtre : Moine et le souffleur, Escurial
- Va donc chez Törpe de François Billetdoux, mise en scène Georges Werler, Théâtre du Vieux-Colombier : Gustav
- Monsieur de Pourceaugnac de Molière, mise en scène Philippe Adrien, Théâtre du Vieux-Colombier : Deuxième médecin et deuxième Suisse
- Le Langue-à-langue des chiens de roches de Daniel Danis, mise en scène Michel Didym, Théâtre du Vieux-Colombier : Léo
- Louis-René des Forêts, lecture, dans le cadre de la bibliothèque de..., Studio-Théâtre
- Le Mariage de Witold Gombrowicz, mise en scène Jacques Rosner : le chancelier
- Dom Juan de Molière : le pauvre
- Un jour de légende – les Temps modernes
- Présences de Kateb Yacine, textes lus à plusieurs voix dans le cadre de Djazaïr, une année de l'Algérie en France
- Monsieur de Pourceaugnac de Molière : 2e médecin, Un Suisse
- Emile Copfermann, Conversations avec Antoine Vitez
- Le Dindon de Georges Feydeau : le gérant
- Gengis parmi les Pygmées : Tonton
- Le Privilège des chemins : Hérod, le chœur
- Le Mystère de la rue Rousselet d'Eugène Labiche : Nazaire
- La Maison des morts : l’Homme aux cannes et vieille 1
- Tête d'or de Paul Claudel, mise en scène Anne Delbée : le père de la femme morte, Eumère et le Commandant
- Cinq dramaticules
- Les Temps difficiles d'Édouard Bourdet : Cyprien
- Sur la grand-route : Savva
- Fanny de Marcel Pagnol, mise en scène Irène Bonnaud, Théâtre du Vieux-Colombier : Escartefigue et le chauffeur de M. Panisse
- 2007 : Les Précieuses ridicules de Molière, mise en scène Dan Jemmett, Théâtre du Vieux-Colombier : Gorgibus
- Une confrérie de farceurs de Bernard Faivre, mise en scène François Chattot et Jean-Louis Hourdin, Théâtre du Vieux-Colombier : Le Mari, Gautier
- 2008 : Le Voyage de monsieur Perrichon d'Eugène Labiche, mise en scène Julie Brochen, Théâtre du Vieux-Colombier :  M. Perrichon
- 2009 : Les Joyeuses Commères de Windsor de William Shakespeare, mise en scène Andrés Lima : Bardolph
- 2009 : Les Précieuses ridicules de Molière, mise en scène Dan Jemmett, Théâtre du Vieux-Colombier : Gorgibus

### Hors Comédie-Française

#### Années 1950 / 1960
- 1959 : Six personnages en quête d'auteur de Luigi Pirandello, mise en scène Guy Parigot, Comédie de l'Ouest
- 1961 : L'Aboyeuse et l'automate de Gabriel Cousin, mise en scène Jacques Lecoq, Théâtre Quotidien de Marseille
- 1962 : Le Voyage du Grand Tchou d'Armand Gatti, mise en scène Roland Monod, Théâtre Quotidien de Marseille
- 1963 : L'Aboyeuse et l'automate de Gabriel Cousin, mise en scène Jacques Lecoq, Théâtre de l'Athénée
- 1963 : La Paix du dimanche de John Osborne, mise en scène Guy Parigot, Comédie de l'Ouest
- 1963 : On ne badine pas avec l'amour d'Alfred de Musset, mise en scène Guy Parigot, Comédie de l'Ouest
- 1963 : Richard III de William Shakespeare, mise en scène Pierre Barrat, Comédie de l'Ouest
- 1964 : Les Fausses Confidences de Marivaux, mise en scène Guy Parigot, Comédie de l'Ouest
- 1964 : Homme pour homme de Bertolt Brecht, mise en scène André Steiger, Comédie de l'Ouest
- 1965 : Le Déluge d'Ugo Betti, mise en scène Pierre Vial, Comédie de l'Ouest
- 1965 : Les Bâtisseurs d'Empire ou le Schmürtz de Boris Vian, mise en scène Georges Goubert, Comédie de l'Ouest
- 1967 : Le Revizor de Nicolas Gogol, mise en scène Edmond Tamiz, Comédie de Saint-Étienne Théâtre de l'Est parisien
- 1968 : Le Dragon d'Evgueni Schwarz, mise en scène Antoine Vitez, Comédie de Saint-Étienne, Maison de la Culture de Grenoble, Maison de la Culture de Bourges
- 1969 : L'Opéra des gueux de John Gay, mise en scène Chattie Salaman, Comédie de Saint-Étienne
- 1969 : Avoir de Julius Hay, mise en scène Pierre Vial, Comédie de Saint-Étienne

#### Années 1970
- 1972 : Le Conte d'hiver de William Shakespeare, mise en scène Chattie Salaman, Comédie de Saint-Étienne
- 1973 : Et moi aussi, je parle de la rose d'Emilio Carballido, mise en scène Dagoberto Guillaumin et Pierre Vial, Théâtre de l'Est parisien, Comédie de Saint-Étienne
- 1975 : Le Conte d'hiver de William Shakespeare, mise en scène Chattie Salaman, Théâtre de Nice
- 1976 : La Passion du Général Franco d'Armand Gatti, mise en scène de l'auteur, Entrepôts Calberson Paris, Théâtre du Huitième Lyon
- 1977 : Les Burgraves de Victor Hugo, mise en scène Antoine Vitez, Théâtre des Quartiers d'Ivry, Théâtre de Gennevilliers, tournée
- 1977 : Olaf et Albert de Heinrich Henkel, mise en scène Jacques Lassalle, Théâtre de l'Athénée
- 1979 : Honorée par un petit monument de Denise Bonal, mise en scène Jean-Christian Grinevald, Festival d'Avignon

#### Années 1980
- 1980 : Le Revizor de Nicolas Gogol, mise en scène Antoine Vitez, Théâtre des Quartiers d'Ivry
- 1980 : Le Conte d'hiver de William Shakespeare, mise en scène Jorge Lavelli, Festival d'Avignon, Théâtre de la Ville
- 1981 : Le Jeune Homme de Jean Audureau, mise en scène Dominique Quéhec, Théâtre national de Chaillot
- 1981 : Faust de Goethe, mise en scène Antoine Vitez, Théâtre national de Chaillot
- 1981 : Tombeau pour cinq cent mille soldats de Pierre Guyotat, mise en scène Antoine Vitez, Théâtre national de Chaillot
- 1983 : Hamlet de William Shakespeare, mise en scène Antoine Vitez, Théâtre national de Chaillot
- 1983 : Falsch de René Kalisky, mise en scène Antoine Vitez, Théâtre national de Chaillot
- 1984 : La Mouette d’Anton Tchekhov, mise en scène Antoine Vitez, Théâtre national de Chaillot
- 1984 : Le Héron de Vassili Axionov, mise en scène Antoine Vitez, Théâtre national de Chaillot
- 1984 : L'Écharpe rouge opéra d'Alain Badiou, musique Georges Aperghis, mise en scène Antoine Vitez, Opéra de Lyon, Théâtre national de Chaillot
- 1985 : La Fausse Suivante de Marivaux, mise en scène Patrice Chéreau, Théâtre Nanterre-Amandiers, TNP Villeurbanne
- 1986 : Lapin lapin d'Élie Bourquin, mise en scène Benno Besson, Théâtre de la Ville
- 1986 : Le Dragon d'Evguéni Schwartz, mise en scène Benno Besson, Théâtre de la Ville
- 1986 : Mhoi-Ceul de Bernard Dadié, lecture Festival d'Avignon
- 1987 : Le Mariage de Figaro de Beaumarchais, mise en scène Jean-Pierre Vincent, Théâtre national de Chaillot
- 1987 : Le Soulier de satin de Paul Claudel, mise en scène Antoine Vitez, Festival d'Avignon, Théâtre national de Chaillot
- 1988 : La Mouette d’Anton Tchekhov, mise en scène Andrei Konchalovsky, Odéon-Théâtre de l'Europe
- 1988 : Les Apprentis Sorciers de Lars Kleberg, mise en scène Antoine Vitez, Festival d'Avignon
- 1988 : Oncle Vania d’Anton Tchekhov, mise en scène Serge Lipszyc
- 1989 : La Mouette d’Anton Tchekhov, mise en scène Andrei Konchalovsky, Odéon-Théâtre de l'Europe

#### Années 1990
- 1991 : Pour Jean Audureau, lecture Festival d'Avignon
- 1994 : Pour Roland Dubillard, lecture Festival d'Avignon
- 1994 : Répertoire imaginaire, lecture d'extraits d'œuvres qui ont inspiré Antoine Vitez, Festival d'Avignon
- 1997 : Le Barbier de Séville de Beaumarchais, mise en scène Jean-Louis Thamin, Théâtre du Port de la lune
- 1997 : Poèmes d'Antoine Vitez, lecture Festival d'Avignon

#### Années 2000 / 2010
- 2000 : L'Art de la comédie d'Eduardo De Filippo, mise en scène François Kergourlay, Théâtre Firmin Gémier
- 2002 : La Machine infernale de Jean Cocteau, mise en scène Gloria Paris, Théâtre de l'Athénée-Louis-Jouvet
- 2007, 2008 : Louis Jouvet-Romain Gary 1945-1951 d’après leur correspondance et Tulipe ou la Protestation de Romain Gary, mise en scène Gabriel Garran, Théâtre Vidy-Lausanne
- 2009 : Les Enfants de Saturne d'Olivier Py, mise en scène de l'auteur, Odéon-Théâtre de l'Europe Ateliers Berthier
- 2009, 2010 : Louis Jouvet-Romain Gary 1945-1951 d’après leur correspondance et Tulipe ou la Protestation de Romain Gary, mise en scène Gabriel Garran, Théâtre de la Commune
- 2010 : Le Gros, la vache et le mainate de Pierre Guillois, mise en scène de l'auteur, Théâtre du Peuple, La Filature, tournée : Tante Chose
- 2012 : Le Gros, la vache et le mainate de Pierre Guillois, mise en scène Bernard Menez, Théâtre de la Croix-Rousse, Théâtre du Rond-Point, Théâtre Comédia : Tante Chose
- 2014 : Les Uns sur les autres de Léonore Confino, mise en scène Catherine Schaub, Théâtre de la Madeleine

### Metteur en scène
- 1965 : Le Déluge d'Ugo Betti, Comédie de l'Ouest
- 1966 : Les Espagnols au Danemark de Prosper Mérimée, Comédie de l'Ouest
- 1969 : Avoir de Julius Hay, Comédie de Saint-Étienne
- 1971 : L'Illusion comique de Corneille, Comédie de Saint-Étienne
- 1973 : Et moi aussi, je parle de la rose d'Emilio Carballido, mise en scène avec Dagoberto Guillaumin, Théâtre de l'Est parisien, Comédie de Saint-Étienne
- 1988 : La Contrebasse de Patrick Süskind, Théâtre des Bernardines
- 1989 : La Vie parisienne de Jacques Offenbach, CNASD
- 1991 : Pour Jean Audureau, portrait, lecture Festival d'Avignon
- 1992 : Christophe Colomb de Michel de Ghelderode
- 1993 : Félicité de Jean Audureau, avec Denise Gence & Éric Génovèse, Centre Georges-Pompidou, (lecture pour le dixième anniversaire de la création de la pièce)
- 1993 : Les chants du silence rouge de Claudine Galéa, Théâtre de la Criée-Marseille, Théâtre national de Strasbourg
- 1994 : La Lève de Jean Audureau, Théâtre de la Commune-Aubervilliers
- 1994 : Naïves Hirondelles de Roland Dubillard, Comédie-Française au Théâtre du Vieux-Colombier
- 2005 : Jonas d'Élie-Georges Berreby, Aire Falguière
- 2007 : Lettres de la princesse Palatine, Théâtre de l'Atalante

## Filmographie partielle
- 1973 : Maître Zacharius de Pierre Bureau
- 1980 : Les Enquêtes du commissaire Maigret, épisode : L'Affaire Saint-Fiacre de Jean-Paul Sassy
- 1983 : La Java des ombres de Romain Goupil
- 1984 : La Diagonale du fou de Richard Dembo
- 1988 : Les Enquêtes du commissaire Maigret, épisode : La Vieille Dame de Bayeux de Philippe Laïk
- 1989 : Les Bois noirs de Jacques Deray
- 1989 : La Vouivre, de Georges Wilson
- 1991 : Sans rires (court-métrage) de Mathieu Amalric
- 1993 : Les Visiteurs de Jean-Marie Poiré : Eusæbius / Ferdinand Eusebe
- 1995 : Le Roi de Paris de Dominique Maillet
- 1998 : Les Couloirs du temps : Les Visiteurs 2 de Jean-Marie Poiré : Eusæbius / Ferdinand Eusebe

## Distinctions
- Chevalier de la Légion d'honneur
- Chevalier de l'ordre national du Mérite
- Commandeur de l'ordre des Arts et des Lettres